# Google SketchUp
Google SketchUp program je tvrtke Google pomoću kojeg kojeg se stvaraju geometrijska tijela u prostoru, tj. omogućuje izrada 3D (trodimenzionalnih) objekata.
Pomoću crtanja linija i likova, te alatom Push/Pull izrađuju se jednostavna geometrijska tijela. Osim toga postoje i alati Move i Rotate, kojima se može potpuno izobličiti objekt. Također se ovim programom može postići i preciznost.